# Liste der Träger des Ordens des Marienland-Kreuzes (I. Klasse)
Die Liste führt eine Auswahl von Trägern der I. Klasse des Ordens des Marienland-Kreuzes auf. Unter anderem haben die folgenden Personen seit seiner Stiftung im Jahr 1995 die Auszeichnung erhalten.

## Ordensträger (Auswahl)
- Boris Meissner, 1995
- George Howard, 13. Earl of Carlisle, 1998
- Maria Băsescu, 2011
- Hans-Gert Pöttering, 2013
- Hillary Clinton, 2013
- Algirdas Butkevičius, 2013
- Harald Braun, 2013
- David Gill, 2013
- Daniela Schadt, 2013
- Christian Matthias Schlaga, 2013
- Krzysztof Penderecki, 2014
- Carl Haglund, 2014
- Jenni Haukio, 2014
- Jyrki Katainen, 2014
- Alexander Stubb, 2014
- Ewa Kopacz, 2014
- Janusz Piechociński, 2014
- Tomasz Siemoniak, 2014
- Radosław Tomasz Sikorski, 2014
- Donald Franciszek Tusk, 2014
- Vinton Gray Cerf, 2014
- Renate Kobler, 2015
- Angela Merkel, 2021